# Can Costa (Premià de Dalt)
Can Costa és una masia de Premià de Dalt (Maresme) protegida com a bé cultural d'interès local.

## Descripció
Masia senyorial orientada a migdia de planta rectangular amb la coberta a quatre vessants. Consta de planta baixa i dos pisos superiors amb dos cossos adosats d'una sola planta. Aquests són de coberta plana amb una terrassa, la balustrada de la qual segueix la línia dels balcons del primer pis. Les obertures de la façana marquen tres eixos verticals ben ordenats, mentre que la línia de balcons del primer pis, el segon pis i les balustrades insideixen en els eixos horitzontals. La porta d'accés està situada al centre i és d'arc de mig punt, mentre que la resta d'obertures són de llinda plana i només al primer pis trobem trenca aigües. A la façana nord, afegida posteriorment, se situa una torre de planta quadrada i també coberta a quatre aigües.